# Francisco Javier Escalante Plancarte
Francisco Javier Escalante Plancarte (* 1887 in Morelia, Michoacán; † 3. März 1972 in Mexiko-Stadt) war ein mexikanischer Philosoph, Ingenieur und Astronom. Der Krater Escalante auf dem Planeten Mars ist nach ihm benannt.

## Leben
Schon in jungen Jahren interessierte sich Escalante für die Astronomie und die Planetenbeobachtung und erwarb erste Grundkenntnisse. Im Jahr 1905 trat er mit 18 Jahren der Sociedad Astronómica de México (Astronomische Gesellschaft von Mexiko) bei.
Ab 1907 studierte er in Rom an der Päpstlichen Universität Gregoriana (ehem. Universidad Colegio Romano) und arbeitete ab 1916 am zur Nationalen Autonomen Universität von Mexiko gehörenden Observatorium von Tacubaya. Um das Jahr 1930 entdeckte Escalante auf dem Planeten Mars in der Nähe des Marsäquators einen Einschlagkrater, der im Jahr 1973 durch die Internationale Astronomische Union nach ihm benannt wurde.
Im Jahr 1963 war er Mitautor des Buches El Planeta Marte, in dem die Oberfläche des Mars, seine Kontraste, Veränderungen in der Atmosphäre und dessen Topografie beschrieben werden.